# Copa de los Alpes

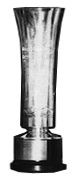
El trofeo.

La Copa de los Alpes (Coppa delle Alpi en italiano, Coupe des Alpes en francés, Alpenpokal en alemán) fue una competición futbolística europea para clubes disputada entre 1960 y 1987.
En las primeras ediciones participaban equipos italianos y suizos, a los que se sumaron clubes alemanes y franceses; en las últimas ediciones (desde 1972 a 1987), la Copa enfrentaba sólo a equipos suizos y franceses. La Copa de los Alpes es considerada, junto a la Copa "Karl Rappan" y al Torneo anglo-italiano, entre las antecesoras de la Copa Intertoto. 
En 1960 y 1961 la clasificación se calculaba sumando los puntos de los equipos italianos y suizos. En las dos ediciones la Copa fue ganada por la Federación italiana: a los equipos que formaban la selección italiana fue entregada una copa de dimensiones reducidas. 
Las primeras seis ediciones vieron el dominio de los equipos italianos sobre los suizos y, en la edición 1962, sobre los franceses, con los dos triunfos de la selección italiana y las victorias de Genoa, Juventus y Napoli (que ganó todos los partidos disputados en la edición de 1966). 
Desde 1967 a 1969 también participaron los equipos alemanes (y en 1969 los belgas), con las victorias de Eintracht Fráncfort y Schalke 04. La edición 1969, por primera vez, fue ganada por un equipo suizo: el Basilea. 
Las ediciones 1970 y 1971 vieron otra vez la participación solo de equipos italianos y suizos, con el segundo triunfo del Basilea y la victoria del Lazio. 
Desde 1972 no participaron más los equipos italianos, pero volvieron los franceses. La edición de 1972 fue ganada por el Nîmes, mientras que las siguientes ediciones vieron: seis triunfos de los equipos suizos (cuatro del Servette, uno de Young Boys y Basilea) y ocho de los conjuntos franceses (tres del Mónaco, dos del Auxerre y uno de Stade de Reims, Nantes y Girondins de Burdeos). La última edición se disputó en 1987 y fue ganada por el Auxerre.

## Historial
| Temporada | Campeón              | Subcampeón           | Tercero                                 | Notas                                   |
| 1960      | Italia               | Suiza                | -                                       | -                                       |
| 1961      | Italia               | Suiza                | -                                       | -                                       |
| 1962      | Genoa                | Grenoble             | -                                       | -                                       |
| 1963      | Juventus             | Roma                 | Basel                                   | -                                       |
| 1964      | Genoa                | Catania              | Roma                                    | -                                       |
| 1965      | No disputada         | No disputada         | No disputada                            | No disputada                            |
| 1966      | Napoli               | Juventus             | Lausanne; Zürich                        | -                                       |
| 1967      | Eintracht Frankfurt  | 1860 Munich          | Roma                                    | -                                       |
| 1968      | Schalke 04           | Basel                | -                                       | -                                       |
| 1969      | Basel                | Bologna              | -                                       | -                                       |
| 1970      | Basel                | Fiorentina           | -                                       | -                                       |
| 1971      | Lazio                | Basel                | -                                       | -                                       |
| 1972      | Nîmes Olympique      | Girondins de Burdeos | No participan más los equipos italianos | No participan más los equipos italianos |
| 1973      | Servette             | Lausanne             | -                                       | -                                       |
| 1974      | Young Boys           | Basel                | -                                       | -                                       |
| 1975      | Servette             | Basel                | -                                       | -                                       |
| 1976      | Servette             | Nîmes Olympique      | -                                       | -                                       |
| 1977      | Stade Reims          | Bastia               | -                                       | -                                       |
| 1978      | Servette             | Lausanne             | -                                       | -                                       |
| 1979      | Mónaco               | Metz                 | -                                       | -                                       |
| 1980      | Girondins de Burdeos | Nîmes Olympique      | -                                       | -                                       |
| 1981      | Basel                | Sochaux              | -                                       | -                                       |
| 1982      | Nantes               | Xamax                | -                                       | -                                       |
| 1983      | Mónaco               | Auxerre              | -                                       | -                                       |
| 1984      | Mónaco               | Grasshopper          | -                                       | -                                       |
| 1985      | Auxerre              | Mónaco               | -                                       | -                                       |
| 1986      | No disputada         | No disputada         | No disputada                            | No disputada                            |
| 1987      | Auxerre              | Grasshopper          | -                                       | -                                       |

1. ↑  Selección compuesta por: Alessandria, Catania, Catanzaro, Hellas Verona, Napoli, Palermo, Roma y Triestina.
2. ↑  Selección compuesta por: Biel-Bienne, Brühl, Friburgo, La Chaux-de-Fonds, Luzern, YF Zúrich, Young Boys y Zürich.
3. ↑  Selección compuesta por: Brescia, Fiorentina, Lazio, Lecco, Monza, Parma, Pro Patria y Reggiana.
4. ↑  Selección compuesta por: Bellinzona, Biel-Bienne, Grasshopper, Lugano, Luzern, Schaffhausen, YF Zúrich y Young Boys

## Palmarés
| Equipos              | Títulos | Temporadas             |
| Servette             | 4       | 1973, 1975, 1976, 1978 |
| Mónaco               | 3       | 1979, 1983, 1984       |
| Basel                | 3       | 1969, 1970, 1981       |
| Genoa                | 2       | 1962, 1964             |
| Auxerre              | 2       | 1985, 1987             |
| Juventus             | 1       | 1963                   |
| Napoli               | 1       | 1966                   |
| Eintracht Fráncfort  | 1       | 1967                   |
| Schalke 04           | 1       | 1968                   |
| Lazio                | 1       | 1971                   |
| Nîmes Olympique      | 1       | 1972                   |
| Young Boys           | 1       | 1974                   |
| Stade de Reims       | 1       | 1977                   |
| Girondins de Burdeos | 1       | 1980                   |
| Nantes               | 1       | 1982                   |